# Winthemia brasiliensis
Winthemia brasiliensis là một loài ruồi trong họ Tachinidae.